# Junonia occidentalis
Junonia occidentalis är en fjärilsart som beskrevs av Felder 1862. Junonia occidentalis ingår i släktet Junonia och familjen praktfjärilar. Inga underarter finns listade i Catalogue of Life.